# بهتر ببوسش (ترانه ریانا)
«بهتر ببوسش» (به انگلیسی: kiss it better) تک‌آهنگی از هنرمند اهل باربادوس ریانا، است که در ۲۰۱۶ منتشر شد. این تک‌آهنگ در آلبوم ضد (آلبوم) قرار دارد. متن آهنگ توسط جف باسکر، جان گلاس نوشته شد. این تک‌آهنگ تحسین منتقدان را برانگیخت و بسیاری از منتقدان حال و هوای دهه هشتاد میلادی آن و متن آهنگ را پسندیدند. همچنین این آهنگ نامزد جایزه گرمی برای بهترین آهنگ آراندبی شد. این آهنگ همین‌طور در بالاترین موقعیت خود در جایگاه ۶۲ام ۱۰۰ آهنگ داغ بیلبورد قرار گرفت